# Степы (Изюмский район)
Степи (укр. Степи; до 2024 года — Першотравневое) — посёлок, Изюмский район, Харьковская область, Украина.
Код КОАТУУ — 6321082501. Население по переписи 2001 г. составляет 792 (375/417 м/ж) человека.
Являлось до 2020 года административным центром Першотравневого сельского совета, в который, кроме того, входили сёла Боровская Андреевка, Вишневое, Зеленый Гай и Копанки.

## Географическое положение
Посёлок Степы находится в 6 км от реки Жеребец в начале урочища Староалександровка. На расстоянии в 2 км расположены сёла Вишнёвое и Копанки.

## История
- 1910 — основано село в рамках столыпинской аграрной реформы.
- В 1935 году село переименовано в честь праздника 1 мая.
- 2024 — 2 ноября 2024 года ВС РФ захватили село.

## Происхождение названия
Село в прошлом было наименовано в честь праздника весны и труда Первомая, отмечаемого в различных странах 1 мая; в СССР он назывался Международным днём солидарности трудящихся.

## Экономика
- В посёлке есть молочно-товарная и птице-товарная фермы.

## Религия
- Церковь Почаевской Иконы Божией Матери.

## Достопримечательности
- Братская могила советских воинов и памятный знак воинам-односельчанам. Похоронено 12 воинов.

## Известные люди
- Шутько Егор Иосифович — Герой Советского Союза, родился в селе Гороховатка и жил в етом посёлке.